# 奥山倫行
奥山 倫行（おくやま のりゆき、1975年 - ）は、札幌市を拠点として活動する日本の弁護士。2009年に放送を開始し、多数のコミュニティ放送局にネットされているラジオ番組『弁護士奥山倫行のロック裁判所』に出演。

## 経歴
札幌市出身。
1993年に北海道札幌南高等学校、1998年に慶應義塾大学法学部法律学科を卒業し、2001年に慶應義塾大学大学院修士課程を修了。
大学院在学中に司法試験に合格して、2001年に司法研修所に入所し、2002年10月に第二東京弁護士会に登録して、TMI総合法律事務所に入り2007年2月まで在籍。
2007年4月に札幌弁護士会に登録するとともに、アンビシャス総合法律事務所を設立し、以降は札幌市を中心に企業法務などを手がけ、多数の企業や団体の役員を兼ねる。

## 『ロック裁判所』
奥山は、ロック音楽に関するラジオ番組『弁護士奥山倫行のロック裁判所』に2009年4月から出演しており、関連する著書もある。番組は、多数のコミュニティ放送局にネットされており、2023年4月の時点で、全国47局で放送されている。番組には、河野吉伸と凌木智里の2名もパーソナリティとして出演している。

## おもな著書

### 単著
- 弁護士に学ぶ! 交渉のゴールデンルール、民事法研究会、2012年（第2版：2019年）
- 弁護士に学ぶ! 債権回収のゴールデンルール、民事法研究会、2014年（第2版：2020年）
- はじめの1冊! ロックで学ぶリーガルマインド、花伝社、2014年
- 弁護士に学ぶ! クレーム対応のゴールデンルール、民事法研究会、2014年
- 弁護士に学ぶ! 契約書作成のゴールデンルール、民事法研究会、2016年（第2版：2021年）
- 成功する!M&Aのゴ-ルデンル-ル: 中小企業のための戦略と基礎知識、民事法研究会、2016年
- 弁護士に学ぶ! 企業不祥事・謝罪対応のゴールデンルール、民事法研究会、2021年

### 共著
- （應本健との共著）創業者、経営者のための30分でわかる出口戦略、プレジデント社、2015年